# Evangelische Kirche Stangenrod (Grünberg)

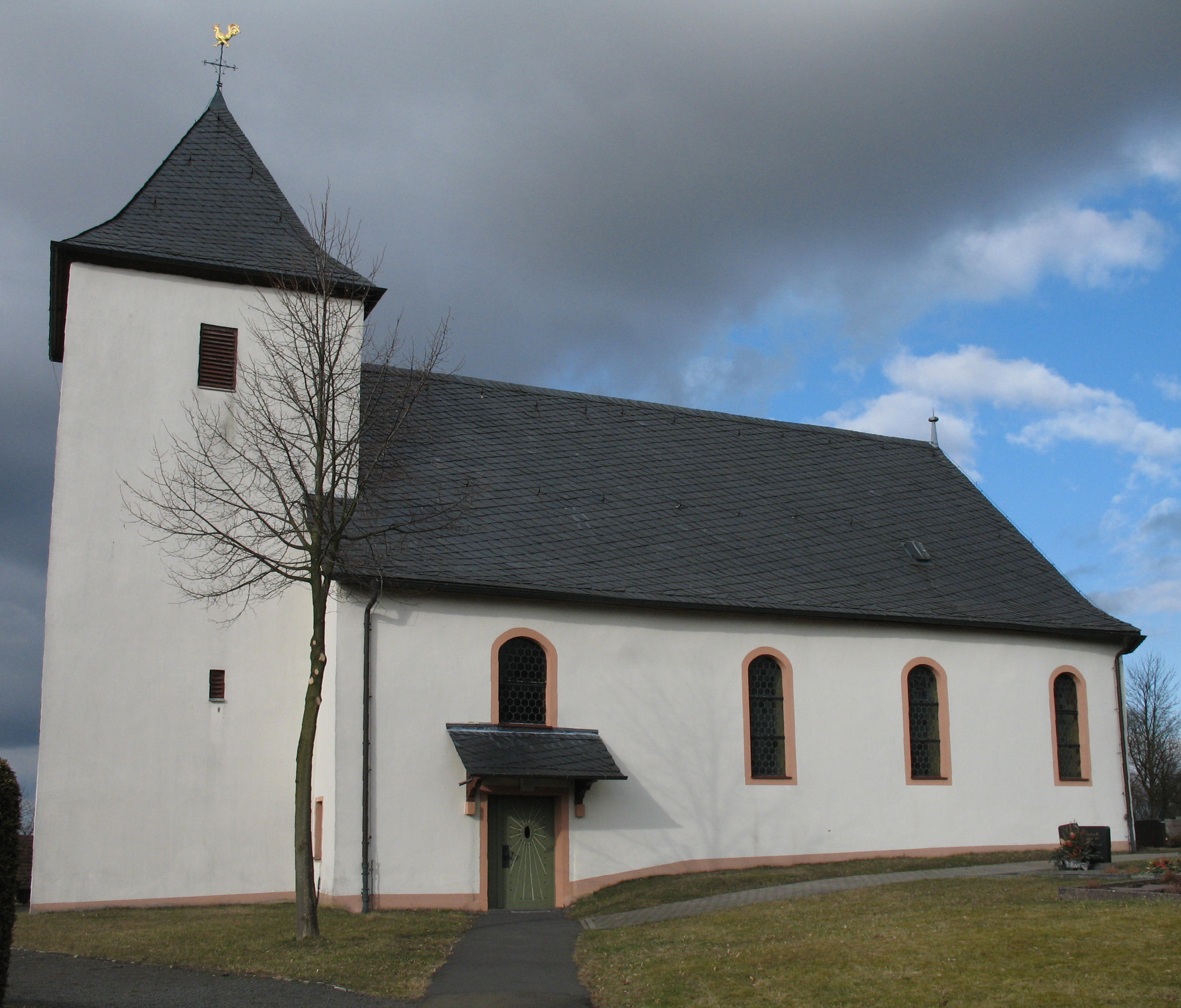
Südseite der Kirche

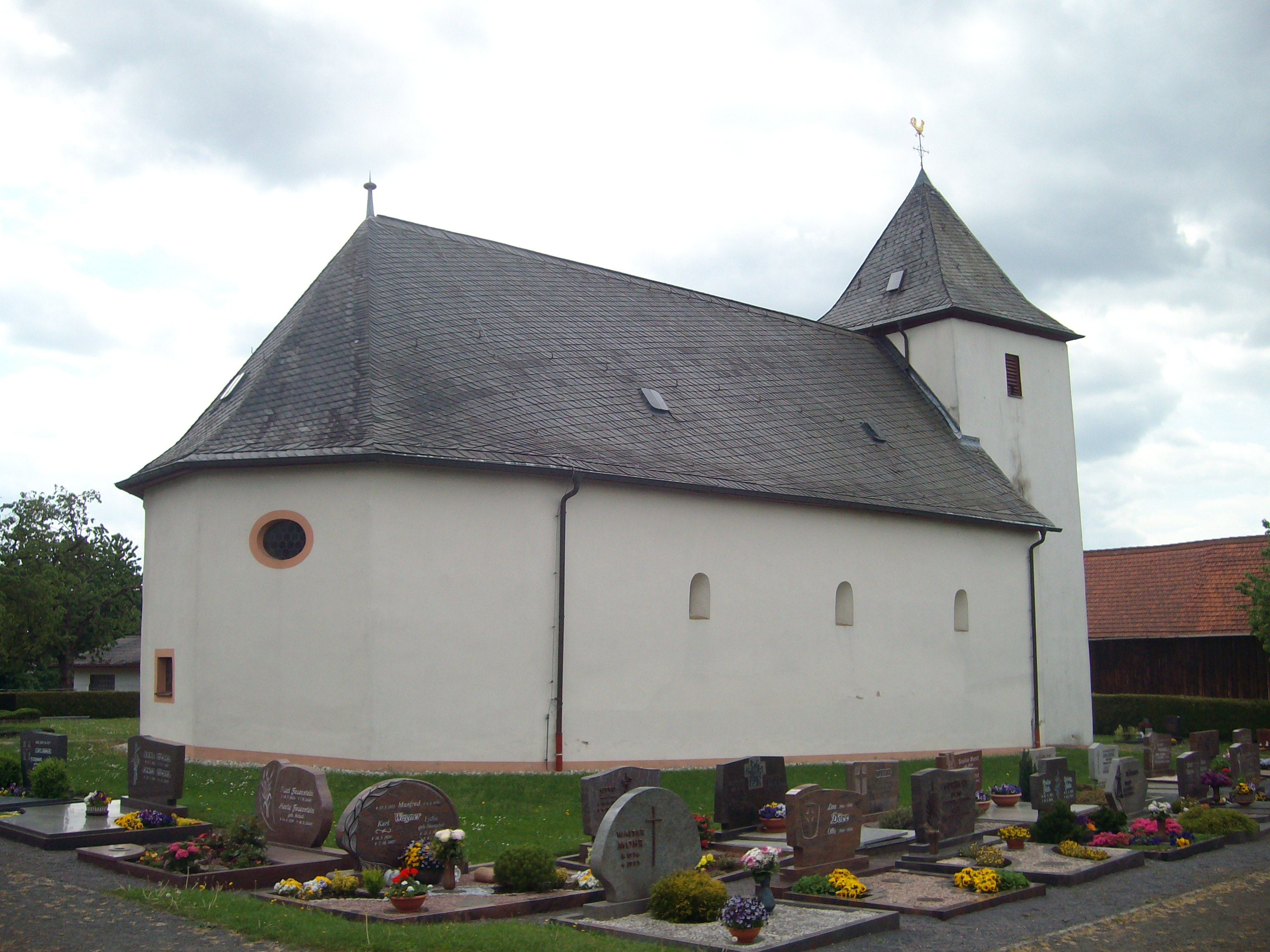
Kirche von Nordosten mit romanischen Fenstern

Die Evangelische Kirche in Stangenrod, einem Stadtteil von Grünberg im Landkreis Gießen in Mittelhessen, ist eine im Kern romanische Saalkirche, die um 1100 errichtet wurde. Die mehrfach umgebaute Kirche mit dem für Oberhessen ungewöhnlichen Westturm und dem unregelmäßigen vierseitigen Ostabschluss aus gotischer Zeit prägt das Ortsbild und ist hessisches Kulturdenkmal.

## Geschichte
In vorreformatorischer Zeit waren die Filialdörfer Stangenrod und Lehnheim bei der Mutterkirche Flensungen eingepfarrt, im 15. Jahrhundert bei Grünberg. Die Kirche wurde einem Dokument zufolge, das 1722 in einer Kapsel im Altar entdeckt wurde, im Jahr 1220 Maria, Jakobus und Katharina geweiht, ist aber noch älter. Im 14. Jahrhundert erhielt die Kirche statt ihres ursprünglichen halbrunden oder rechteckigen Chors ihren vierseitigen Ostabschluss. Zudem wurde wahrscheinlich das Dach verändert und der Mittelpfosten eingebaut.
Mit Einführung der Reformation wechselte Stangenrod zum evangelischen Bekenntnis und wurde Grünberg zugeordnet. Seitdem bildet Stangenrod mit Lehnheim eine Kirchengemeinde, die inzwischen mit der Kirchengemeinde Grünberg im Dekanat Gießener Land in der Propstei Oberhessen der Evangelischen Kirche in Hessen und Nassau verbunden ist.
. In der ersten Hälfte des Dreißigjährigen Kriegs erhielt die Kirche einen neuen Dachstuhl, der aber bereits in den 1640er Jahren verbrannte, als die kaiserlichen Truppen die Kirche verwüsteten. Anschließend folgte die Erneuerung. Im Jahr 1681 wurden Turmgewölbe und ein Teil des Turms saniert, was durch Kollekten in benachbarten Ämtern unterstützt wurde. 1690 folgten die weitgehende Erneuerung des Kirchendachs, 1709/1710 und 1722 weitere Renovierungen am Dach und im Innenraum, die durch Sammlungen in anderen Gemeinden unterstützt wurden. Die Wand mit dem Triumphbogen wurde 1722 durch eine hölzerne Konstruktion ersetzt, eine neue Kanzel und Emporen und Stände im Chor geschaffen und im Schiff das Gestühl verbessert. Nachdem französische Truppen vom 21. bis 24. März 1761 in Stangenrod einquartiert waren und Gestühl und Altar verbrannt hatten und ein Blitzschlag 1763 das Kirchengewölbe beschädigt hatte, folgten 1763 die Instandsetzungen.
Bei einem weiteren Blitzschlag am 25. Dezember 1803 wurde der obere Teil des Turms zerstört. Die Kirche wurde bei seinem Einsturz beschädigt, darunter die halbe Südwand, Teile des Daches und im Inneren Treppe und Gestühl. Nach anderer Auffassung wurde der gesamte Turm und nicht nur der obere Teil neu aufgeführt, da keine Gewölbereste mehr erhalten sind. Die Wiederherstellungsarbeiten dauerten bis ins Jahr 1806 an. In diesem Zuge wurden die Turmöffnungen verändert und das Turmgewölbe im Erdgeschoss entfernt. Im Jahr 1831 wurde das Chorgewölbe beseitigt und an dessen Stelle eine Flachdecke eingezogen, des Weiteren das Portal und die Fenster in der Südwand vergrößert, der Altar auf die Hälfte verkleinert und das Gestühl verändert. 1910/1911 erhielten die Ostseite neue Fenster und die Decke neue Balken. Die Brüstungsmalereien der Emporen wurden freigelegt, der hölzerne Triumphbogen ausgebessert, Gestühl und Kanzel erneuert und die Kirche neu gestrichen.
Durch die Vermittlung von Pfarrer Martin Konopka (1956–1958), der gute Kontakte zu den US-amerikanischen Militärpfarrern in Gießen hatte, erhielt die Gemeinde ein kleines Orgelpositiv, das aus der Militärkapelle des Gießener Kasernengeländes „Rivers Barracks“ stammte. Von dort bezog die Gemeinde auch ein neues Kirchengestühl. Das Gotteshaus erhielt 1963 einen neuen Außenputz. Die Lehnheimer Gemeinde baute 1971 in Eigenleistung eine eigene Kirche. Bei der Innenrenovierung der Stangenröder Kirche in den Jahren 1982/1983 wurden der Fußboden erneuert und die zweite Hälfte der alten Altarplatte, die als Eingangsstufe gedient hatte, wiederentdeckt. Daraufhin wurde der Altar in seiner ursprünglichen Größe wiederhergestellt.

## Architektur

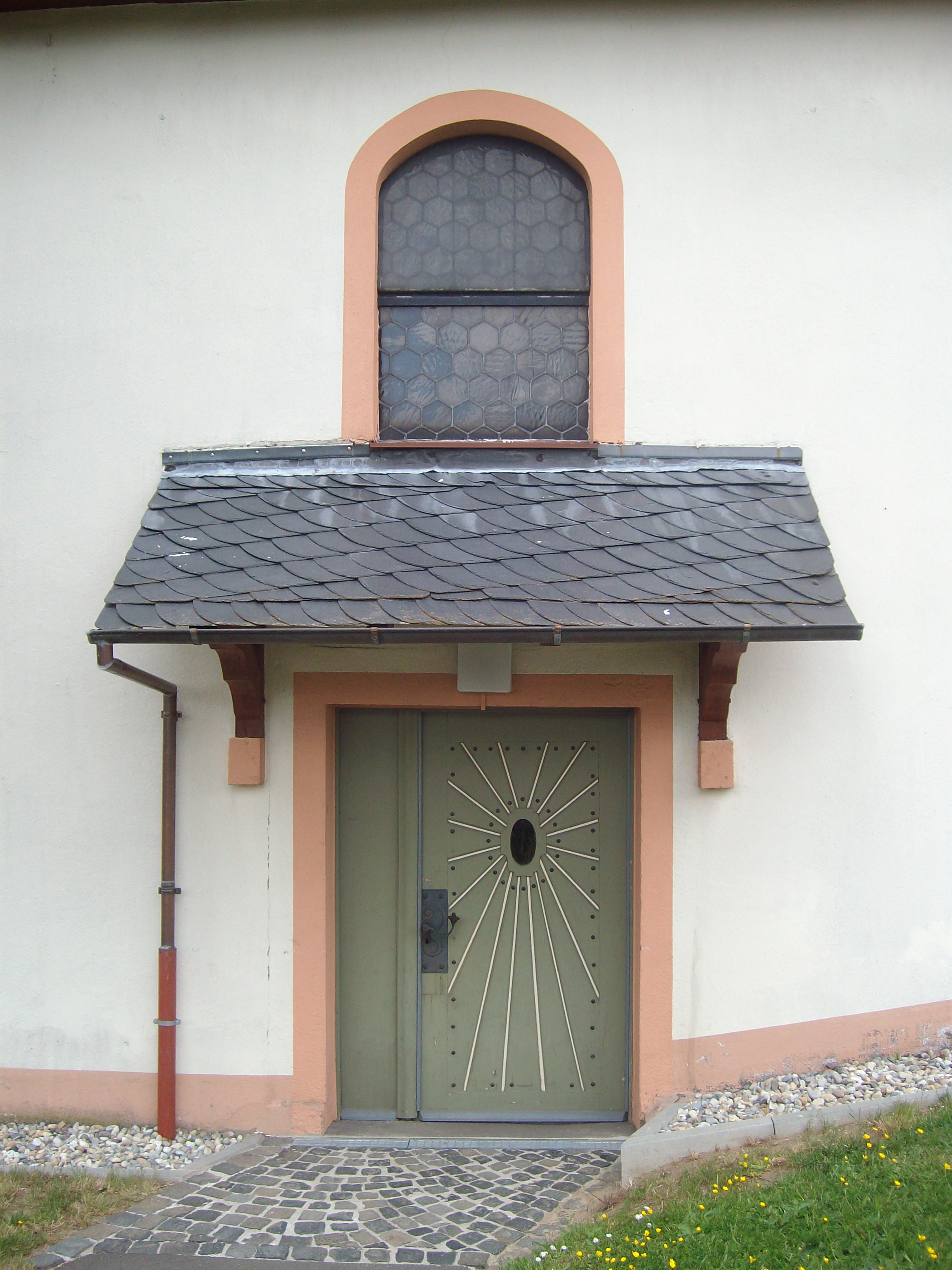
Südportal von 1831

Die geostete Saalkirche ist auf rechteckigem Grundriss aus Bruchsteinmauerwerk aus Basalt mit Eckquaderung aus Lungstein errichtet. Das Gebäude liegt am nordöstlichen Ortsrand innerhalb einer ehemaligen Fluchtburg.
Zu den ältesten erhaltenen Bauteilen gehört die 15 Meter lange Nordwand. Die drei sehr kleinen rundbogigen Fenster aus der Romanik (0,24 Meter Breite, 0,65 Meter lichte Höhe) gehen wohl noch auf die Erbauungszeit der Kirche zurück. Große Korbbogenfenster mit Steingewänden an der Südseite belichten den Innenraum. Der vierseitige gotische Ostabschluss ist unregelmäßig. Der einen schrägen Südostwand (45°) entsprechen zwei schräge Wände an der Nordostseite. Als bei Renovierungsarbeiten der Außenputz teilweise abgeschlagen wurde, war erkennbar, dass die ursprüngliche Rückwand der Kirche aus behauenen Steinen gemauert war, wohingegen der jetzige Chorschluss aus unregelmäßigem rauem Mauerwerk errichtet ist. Reste der alten Chorgewölbe, die auf das 14. Jahrhundert weisen, sind erhalten. Die zwei kleinen ovalen Chorfenster entstanden 1911. Die Kirche wird durch das rechteckige Südportal von 1831 erschlossen, das ein verschiefertes Vordach hat.
Der ungegliederte Westturm auf quadratischem Grundriss gehört zumindest im unteren Teil ebenfalls zur ältesten Bausubstanz. Er hat ein Zeltdach, das 1805 vermutlich in seiner ursprünglichen Form wiedererrichtet wurde. Turmknauf, Kreuz und Wetterhahn bilden den krönenden Abschluss. Nicht geklärt ist die Funktion des vermauerten Rundbogens an der Ostseite des Turms. Das spitzbogige Westportal ist alt. Die Glockenstube beherbergt zwei Bronzeglocken, von denen die ältere auf das 14. Jahrhundert zurückgeht und die Inschrift trägt: „+ IhESVS · NAZARENVS · REX · IVDEORVM +“.

## Ausstattung

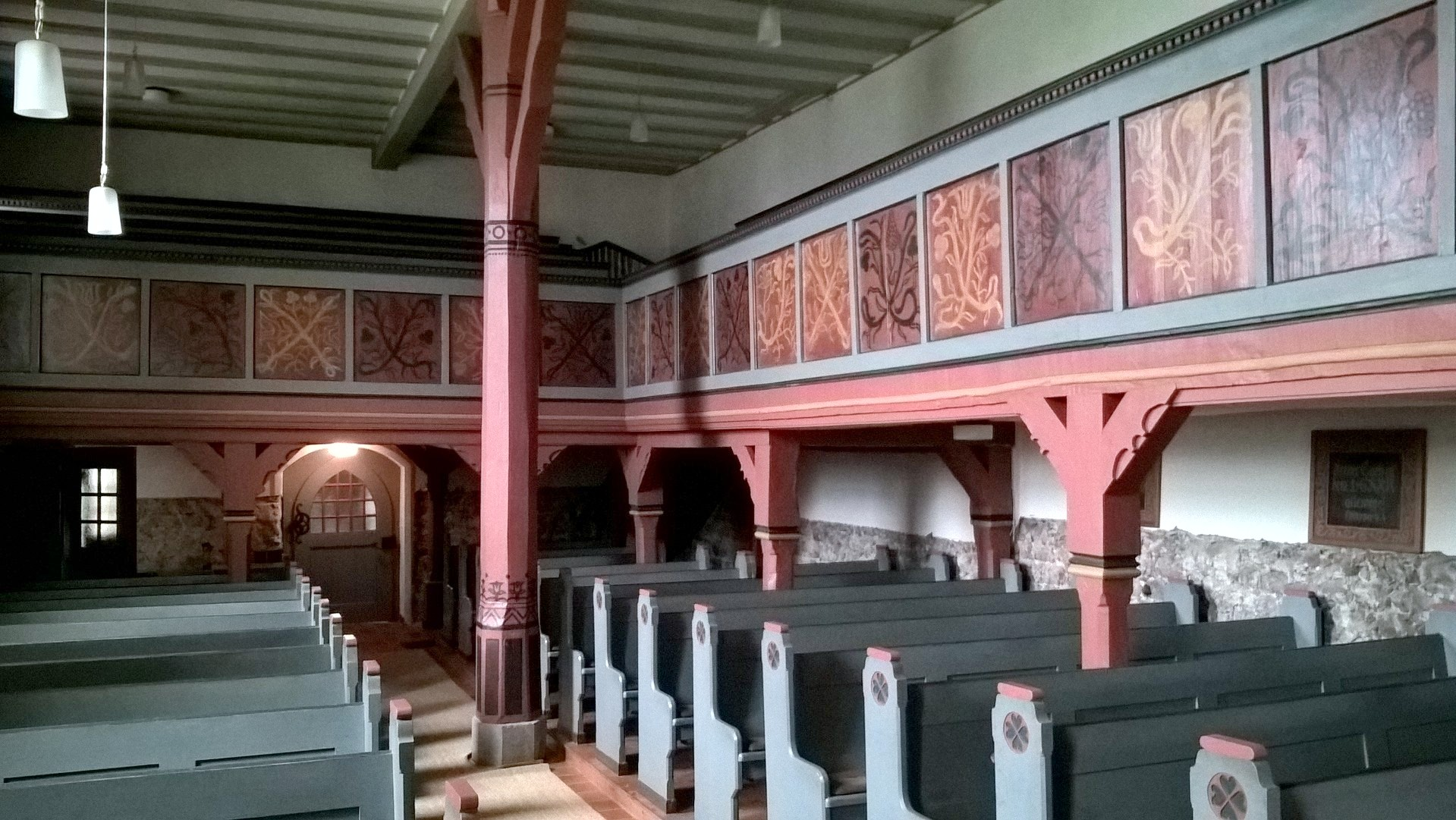
Empore mit Brüstungsmalereien

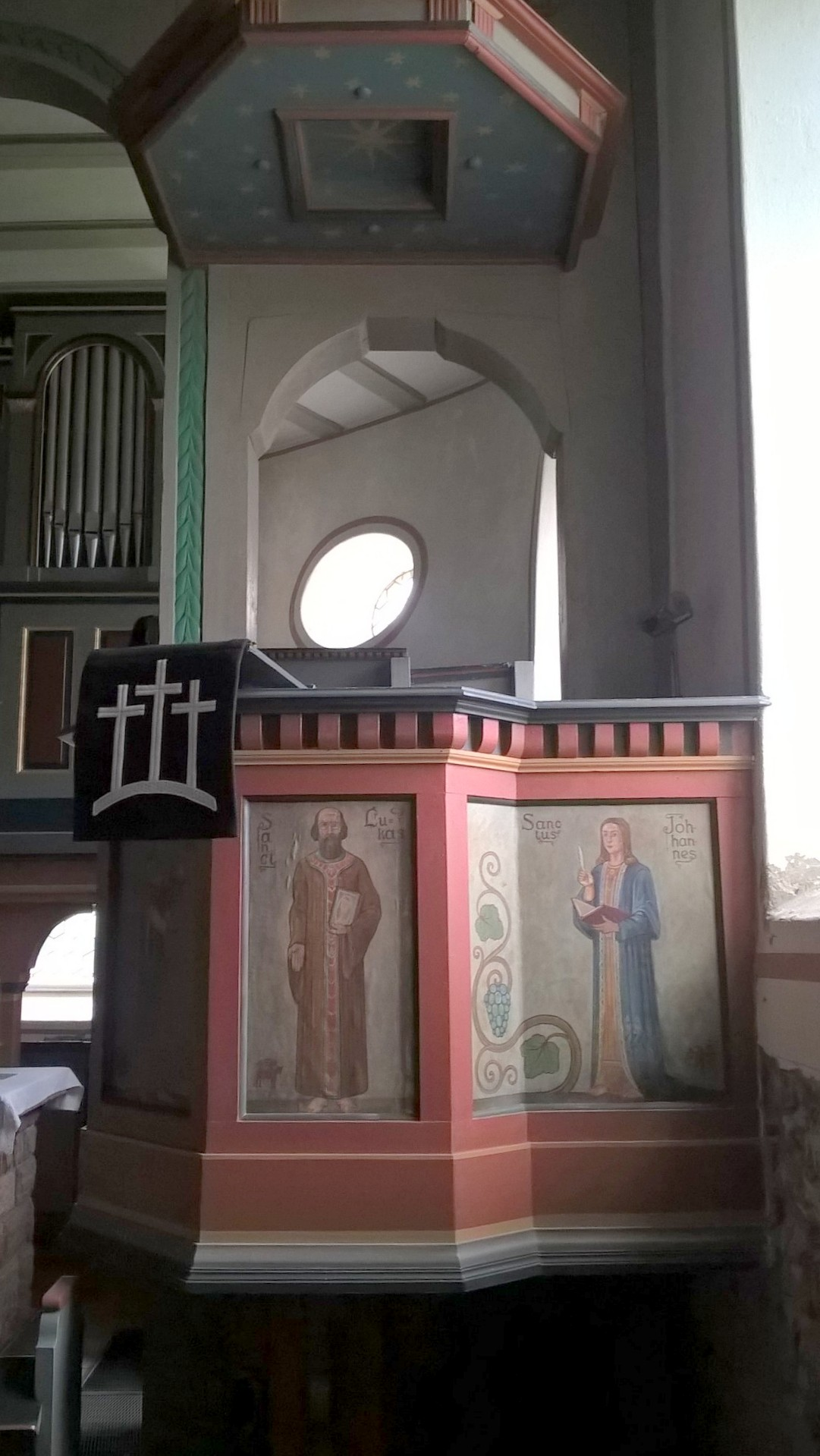
Kanzel

Schiff und Chor werden durch eine flache Balkendecke abgeschlossen, die auf einem Längsunterzug ruht und von einem achteckigen hölzernen Pfosten (0,34 Meter Durchmesser) mit zwei doppelten, gekehlten Bügen aus gotischer Zeit getragen wird. Das Kreuzrippengewölbe auf Konsolen ist nicht erhalten. Der hölzerne Triumphbogen von 1722 öffnet den Chor zum Schiff. Ein großer Rundbogen, dessen Funktion ungeklärt ist, verbindet das Obergeschoss des Turms mit dem Schiff. In der nördlichen schrägen Chorwand ist eine Sakramentsnische (0,45 Meter breit, 0,73 Meter hoch) mit einer eisenbeschlagenen Holztür eingelassen.
In das Schiff ist eine dreiseitig umlaufende Empore eingebaut, deren spätbarocke, ungewöhnliche Brüstungsmalereien wahrscheinlich aus der Zeit nach 1763, nach anderer Auffassung aus dem 17. Jahrhundert stammen. Sie zeigen Blattwerk- und Wurzelornamente in blauer und gelber Fassung auf rotem Grund. Der Altar datiert von 1831, die Mensaplatte allerdings aus romanischer Zeit. Das Kirchengestühl wurde 1911 erneuert und in den 1950er Jahren ersetzt. Die hölzerne Kanzel mit Schalldeckel ist am südlichen Stützpfosten des Triumphbogens angebracht. Die Kanzelfelder zeigen die vier Evangelisten.

## Orgel

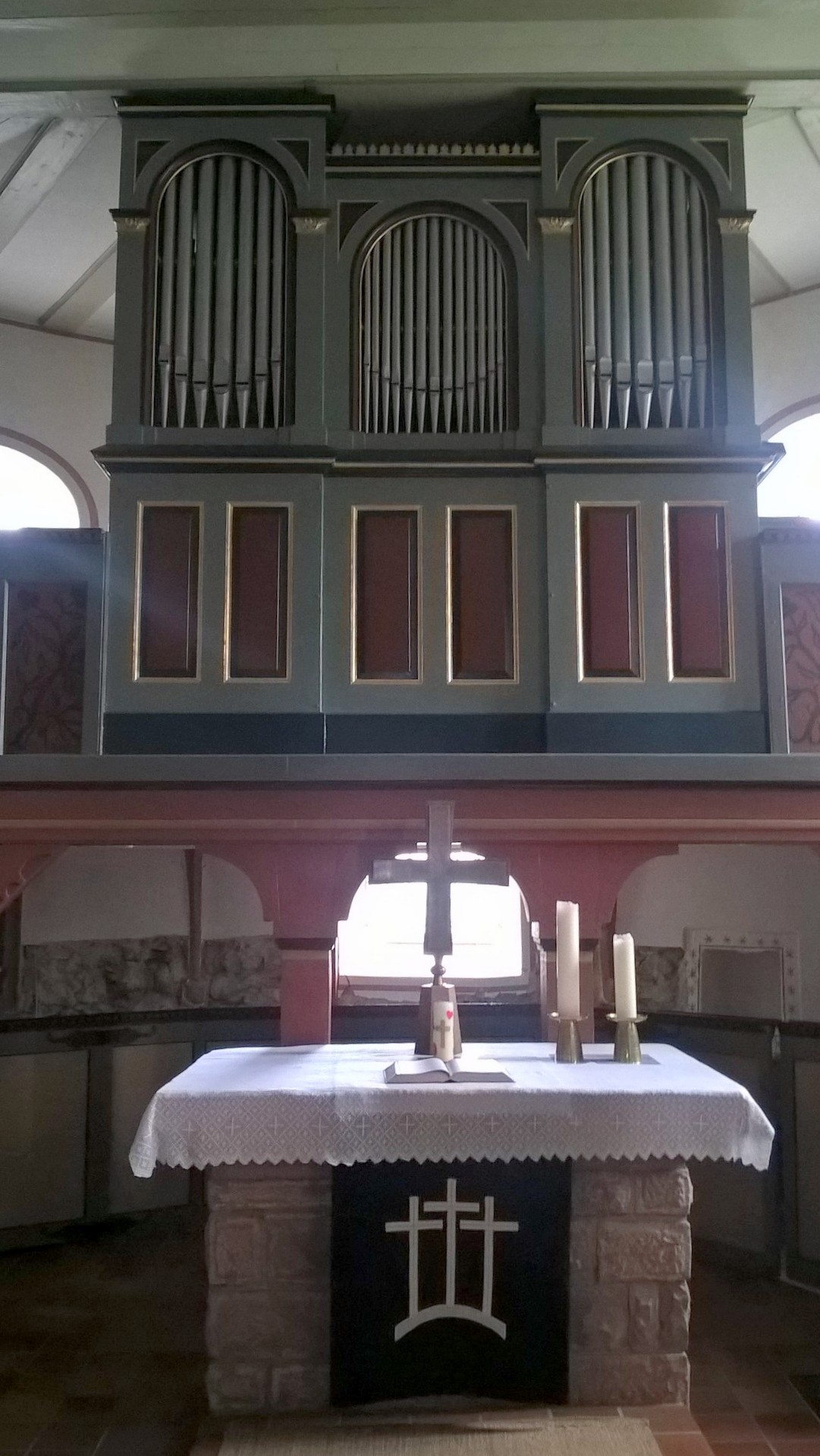
Orgel und Altar

Die Kirchengemeinde vereinbarte 1847 mit dem Friedrich Wilhelm Bernhard den Bau einer neuen Orgel. Das Werk verfügte über acht Register, die auf einem Manual und Pedal verteilt waren. Ein Orgelbauer Wagner aus Schrecksbach führte das Werk aus und errichtete es auf der östlichen Chorempore hinter dem Altar. Am 27. Dezember 1847 erfolgte die Abnahme der kleinen Orgel. Der querrechteckige Prospekt wird durch drei rundbogige Pfeifenfelder geprägt und reicht bis zur Decke. Er erhielt im Jahr 1850 eine farbliche Fassung. Im Jahr 1889 wurde eine aufwändige Reparatur durch zwei Mitarbeiter von Johann Georg Förster durchgeführt. Hinter den historischen Prospekt stellte die Firma E. F. Walcker & Cie. 1953 als Opus 3156 übergangsweise ein Werk mit vier geteilten Registern auf.
Im Jahr 1985 erwarb die Gemeinde Teile einer spielfertig abgebauten Orgel, die Gustav Raßmann 1890 für Niederquembach gebaut hatte. Der Aufbau vor Ort erfolgte bis Ende Oktober 1985. Anschließend erhielt die Orgel eine neue Fassung und Vergoldung. Die Prospektpfeifen fügten sich annähernd in das Gehäuse von Bernhard ein und entsprachen auch im Stil der alten Orgel. Das einmanualige Instrument mit Pedal verfügt über sechs Register auf mechanischen Kegelladen:
| I Manual C–f3 |    |
| Principal     | 8′ |
| Salicional    | 8′ |
| Gedackt       | 8′ |
| Octave        | 4′ |
| Flöte         | 4′ |

| Pedal C–d1 |     |
| Subbass    | 16′ |

- Koppel: I/P
- Spielhilfen: 1 feste Kombination (Tutti), Windablass